# Емельяниха (Вологодская область)
Емельяниха — деревня в Устюженском районе Вологодской области.
Входит в состав Никольского сельского поселения, с точки зрения административно-территориального деления — в Никольский сельсовет.
Расстояние по автодороге до районного центра Устюжны — 39 км, до центра муниципального образования деревни Никола — 7 км. Ближайшие населённые пункты — Анашкино, Бронино, Костьяново.
Население по данным переписи 2002 года — 22 человека (6 мужчин, 16 женщин). Преобладающая национальность — русские (95 %).